# 帕格爾湖
53°23′50″N 12°53′01″E / 53.397251°N 12.883615°E

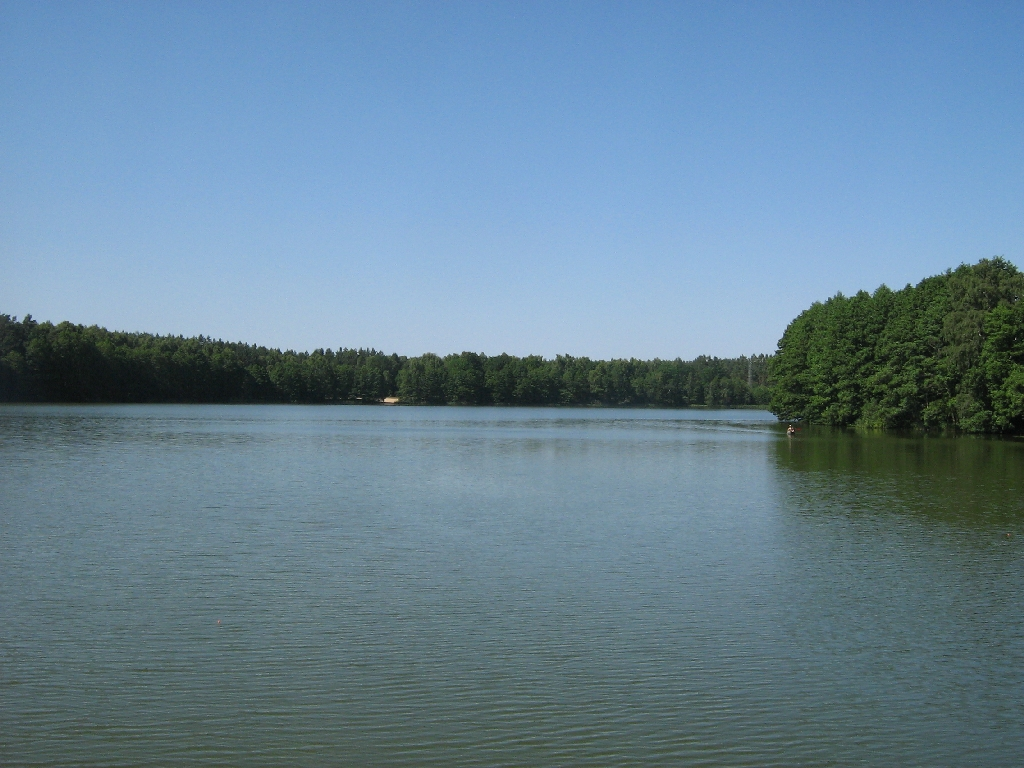

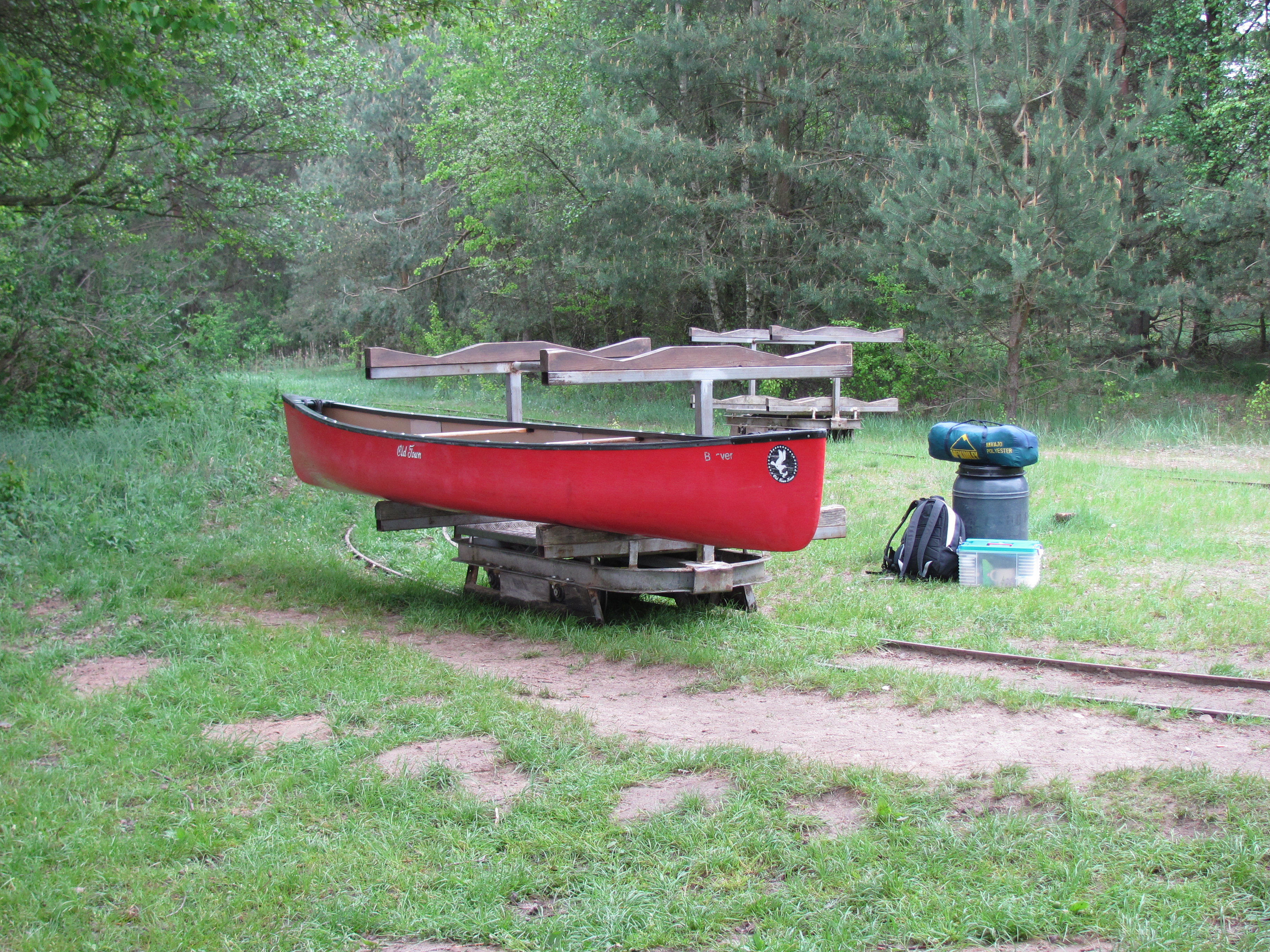

帕格爾湖（德語：Pagelsee），是德國的湖泊，位於該國東北部梅克倫堡-前波美拉尼亞州，由梅克倫堡湖區郡負責管轄，長2.1公里、寬0.4公里，面積0.53平方公里，海拔高度61米。